# Solignano
Solignano (Solgnàn in dialetto parmigiano) è un comune italiano di 1 659 abitanti della provincia di Parma in Emilia-Romagna.

## Geografia fisica

### Territorio
Il territorio del comune di Solignano si estende per circa 73 km2 nella parte collinare della provincia di Parma, sviluppandosi per la maggior parte nella val Taro.
Proprio in una piana alluvionale lungo la sponda sinistra del fiume Taro lungo la strada statale 308 di fondo valle sorge il capoluogo comunale, a un'altitudine di 252 m s.l.m.
Il territorio è prevalentemente montuoso e presenta una notevole escursione altimetrica misurabile in 754 metri, infatti dalla quota più bassa di 252 m s.l.m che si riscontra nell'estremità settentrionale del territorio lungo il Taro si passa agli 895 m s.l.m del crinale appenninico fra le valli del Taro e del torrente Pessola, affluente del Ceno.
Il territorio confina nella parte settentrionale con il comune di Varano Melegari, a nord est con il comune di Fornovo, a est con quello di Terenzo e a sud est con il comune di Berceto, a sud ovest con il comune di Valmozzola mentre a ovest è delimitato dal comune di Varsi.
Mentre il Taro segna il confine comunale est e sud est, il territorio del comune si estende oltre la Val Taro interessando anche la parte centrale della Val Pessola arrivando anche in Val Ceno, in alcuni punti, infatti, il confine comunale si attesta sul fiume Ceno stesso.

### Clima
Essendo ubicato nel medio appennino, Solignano gode di un clima caldo e temperato caratterizzato da inverni piuttosto rigidi, nei quali facilmente la temperatura scende sotto zero, ed estati calde. Frequenti in inverno le precipitazioni nevose.
Di seguito si riporta la classificazione climatica e sismica.
- Classificazione climatica: zona E, 2754 GG[6]
- Classificazione sismica: zona 3, secondo la classificazione sismica della protezione civile[8]

## Origini del nome
Il nome, sotto la forma di Solegnano compare per la prima volta nel XIII secolo, dal punto di vista etimologico proviene dal latino Solinius o Solenius che unito al suffisso -anus, indica una proprietà terriera o fondiaria.

## Storia
Probabilmente popolato già dai liguri, Solignano fu certamente abitato in epoca romana, alcuni reperti rinvenuti sul territorio databili infatti a epoca romana testimoniano la presenza di insediamenti umani in quell'epoca storica.
Il territorio nell'Alto Medioevo fu concesso al capitolo della Cattedrale di Parma, tali diritti vennero confermati successivamente da Ottone II sulla fine del X secolo. In seguito il territorio passò sotto il controllo del marchese Bonifacio di Toscana, padre di Matilde di Canossa.

## Monumenti e luoghi d'interesse

### Architetture religiose

#### Chiesa di San Lorenzo

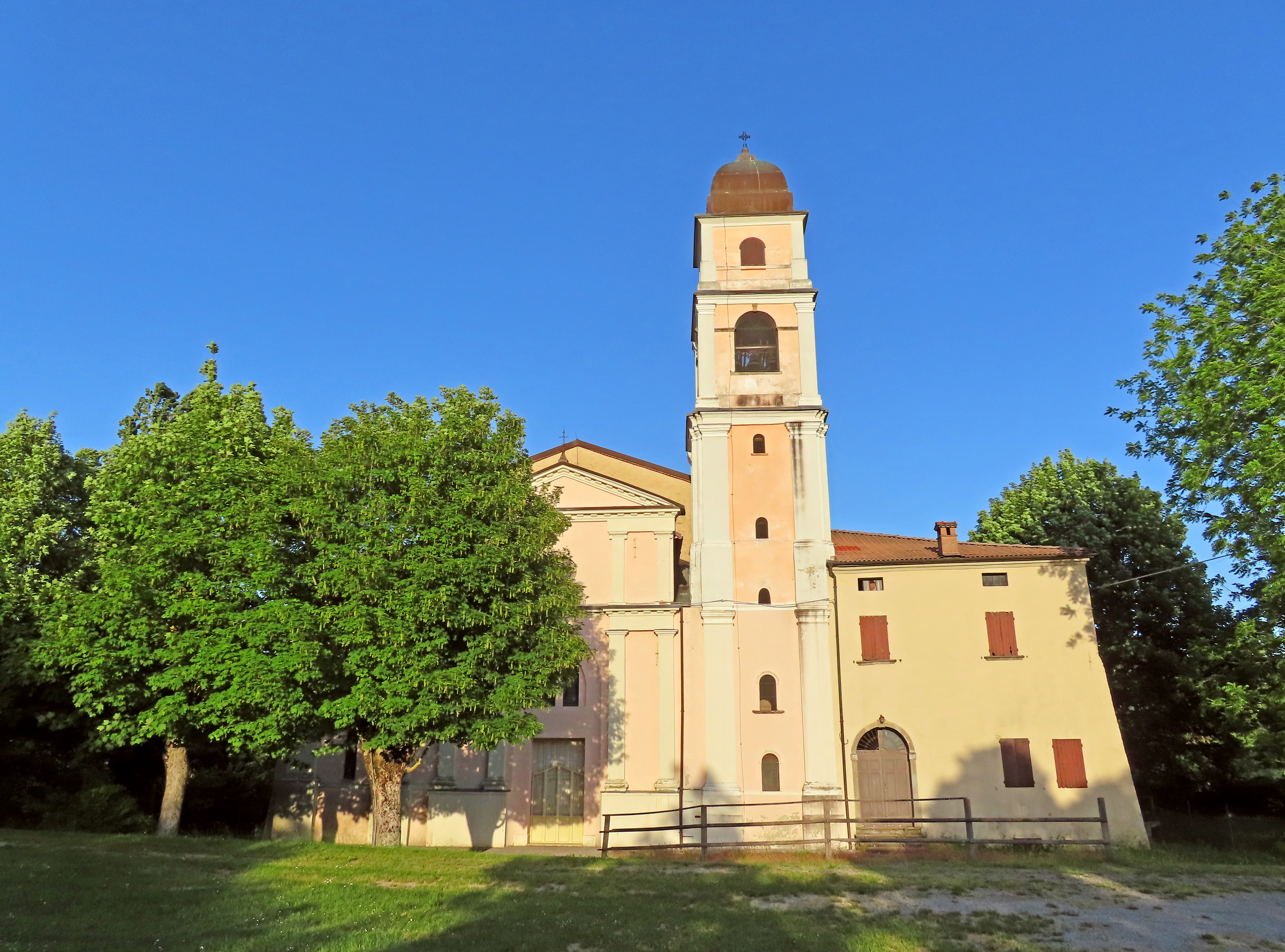
Chiesa di San Lorenzo

Menzionata per la prima volta nel 1039, la chiesa originaria, edificata all'interno delle mura del maniero di Solignano, fu distrutta nel 1405 e ricostruita tra il 1440 e il 1447 all'esterno del perimetro castellano; riedificata tra il 1760 e il 1763 in forme neoclassiche, fu modificata nella facciata verso la fine del XIX secolo; danneggiata da un cedimento del terreno, tra il 1893 e il 1896 fu parzialmente ricostruita; dotata di una nuova copertura a padiglione nel 1952, fu risistemata nel tetto intorno al 1980 e interamente ristrutturata tra il 2008 e il 2014. Il luogo di culto, sviluppato su un imponente impianto centrale a croce greca, è affiancato da un'alta torre campanaria, decorata, in continuità con la facciata, con lesene doriche e ioniche; all'interno il presbiterio conserva una monumentale ancona barocca, contenente la pala d'altare.

#### Chiesa di Santa Felicita

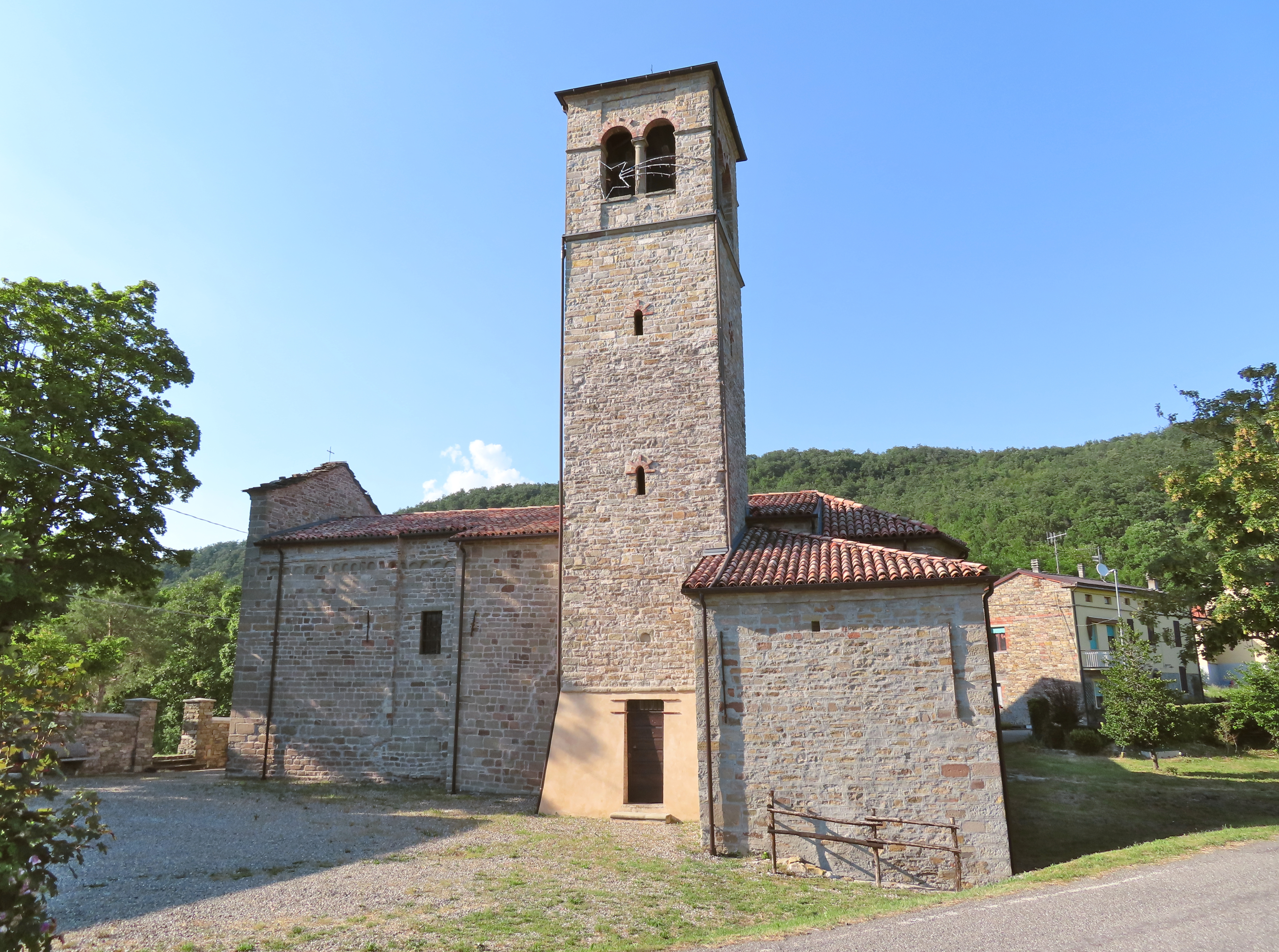
Chiesa di Santa Felicita

Menzionata per la prima volta nel 1230, la chiesa romanica di Prelerna fu ampliata nel 1683 e restaurata internamente in forme barocche nella prima metà del XVIII secolo; rinforzata nel 1908, fu modificata nelle coperture dell'aula nel 1950 e nel 1980, sostituendo alle volte un controsoffitto ligneo; chiusa al culto per inagibilità nel 1997, fu ristrutturata completamente tra il 2017 e il 2018. Il tempio romanico, interamente rivestito in pietra, è caratterizzato dalla presenza nel paramento murario di blocchi decorati con altorilievi medievali.

#### Chiesa di San Martino Vescovo

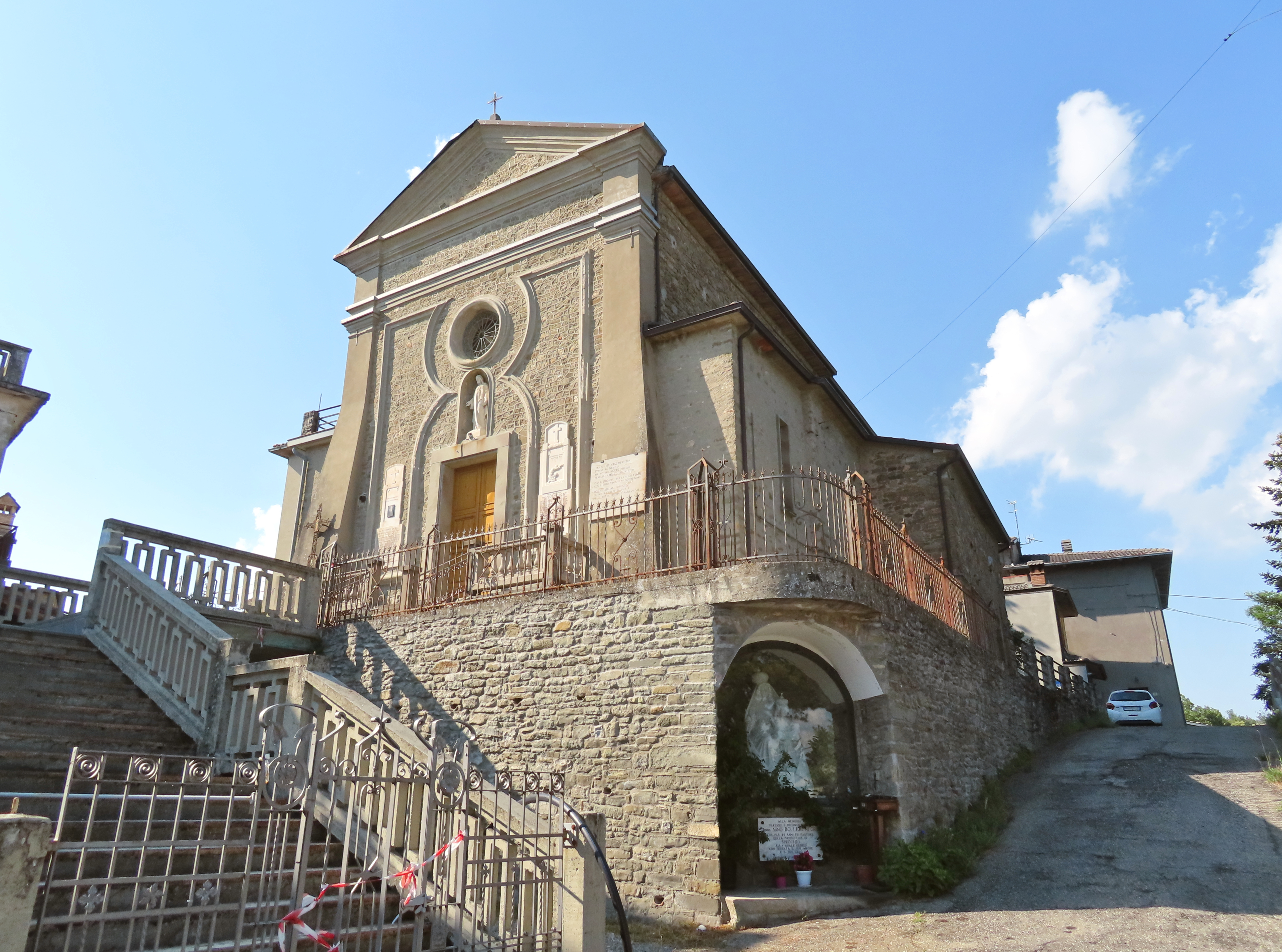
Chiesa di San Martino Vescovo

Menzionata per la prima volta nel 1176, la chiesa di Specchio fu modificata successivamente a più riprese; risistemata nelle coperture nel 2001, fu aggregata nel 2003 alla diocesi di Parma. Il luogo di culto, dai tratti neoclassici e modernisti, è caratterizzato dalle ricche decorazioni interne; l'edificio conserva vari dipinti settecenteschi e una croce cinquecentesca.

#### Oratorio di San Rocco

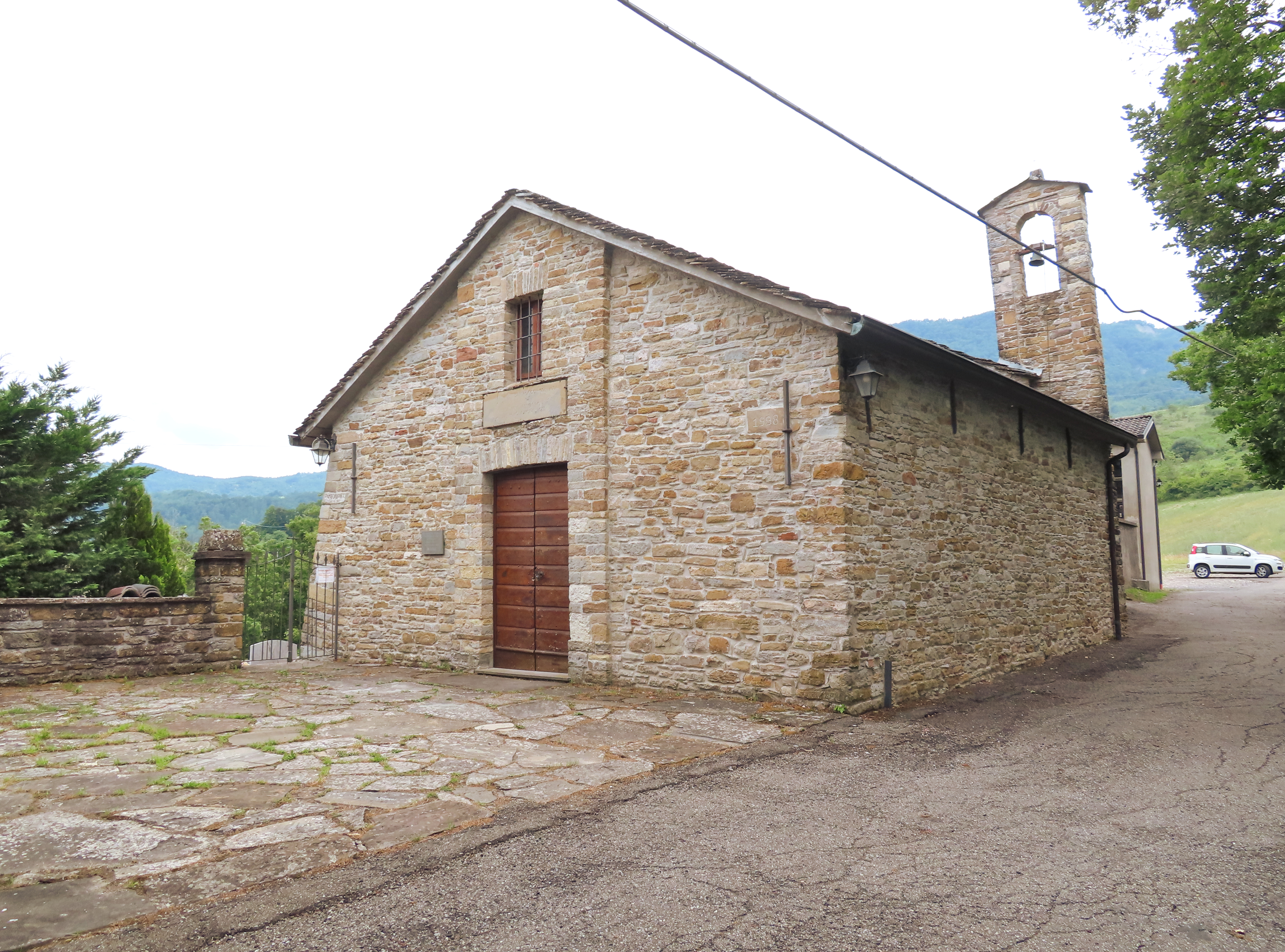
Oratorio di San Rocco

Edificato originariamente tra il XIV e il XV secolo nei pressi dell'antico monastero di Carpadasco, l'oratorio fu internamente ristrutturato nel corso del XVII secolo; lesionato nel 1836, fu consolidato e restaurato sia negli anni seguenti sia nel 1933; risistemato tra il 1959 e il 1960, fu sottoposto a nuovi lavori tra il 1998 e il 2001. Collocato in adiacenza al cimitero, il luogo di culto in pietra, dipendente dalla parrocchia di San Leonardo di Contile, accoglie due statue di San Rocco, di cui una duecentesca.

#### Oratorio della Natività di Maria Bambina e di Santa Monica
Edificato nel 1219 dai benedettini del monastero di Carpadasco, l'oratorio originario di san Giacomo fu distrutto nel 1269 durante l'assalto al castello da parte delle milizie piacentine; ricostruito successivamente dai frati all'interno della corte Zanetti, cadde in declino dopo l'abbandono del convento; acquisito dal seminario vescovile di Piacenza, fu restaurato nel 1673; profondamente degradato nel XVIII secolo, fu completamente ristrutturato in forme neoclassiche dagli Zanetti nei primi anni del XIX e reintitolato nel 1809 alla natività di Maria Bambina e a santa Monica; acquistato agli inizi del XXI secolo dai Borella unitamente alla corte, fu sottoposto a restauri. Il piccolo luogo di culto si sviluppa su un impianto a navata unica, con facciata neoclassica tripartita da lesene a ovest e presbiterio absidato a est.

#### Chiesa dei Santi Antonino e Fermo

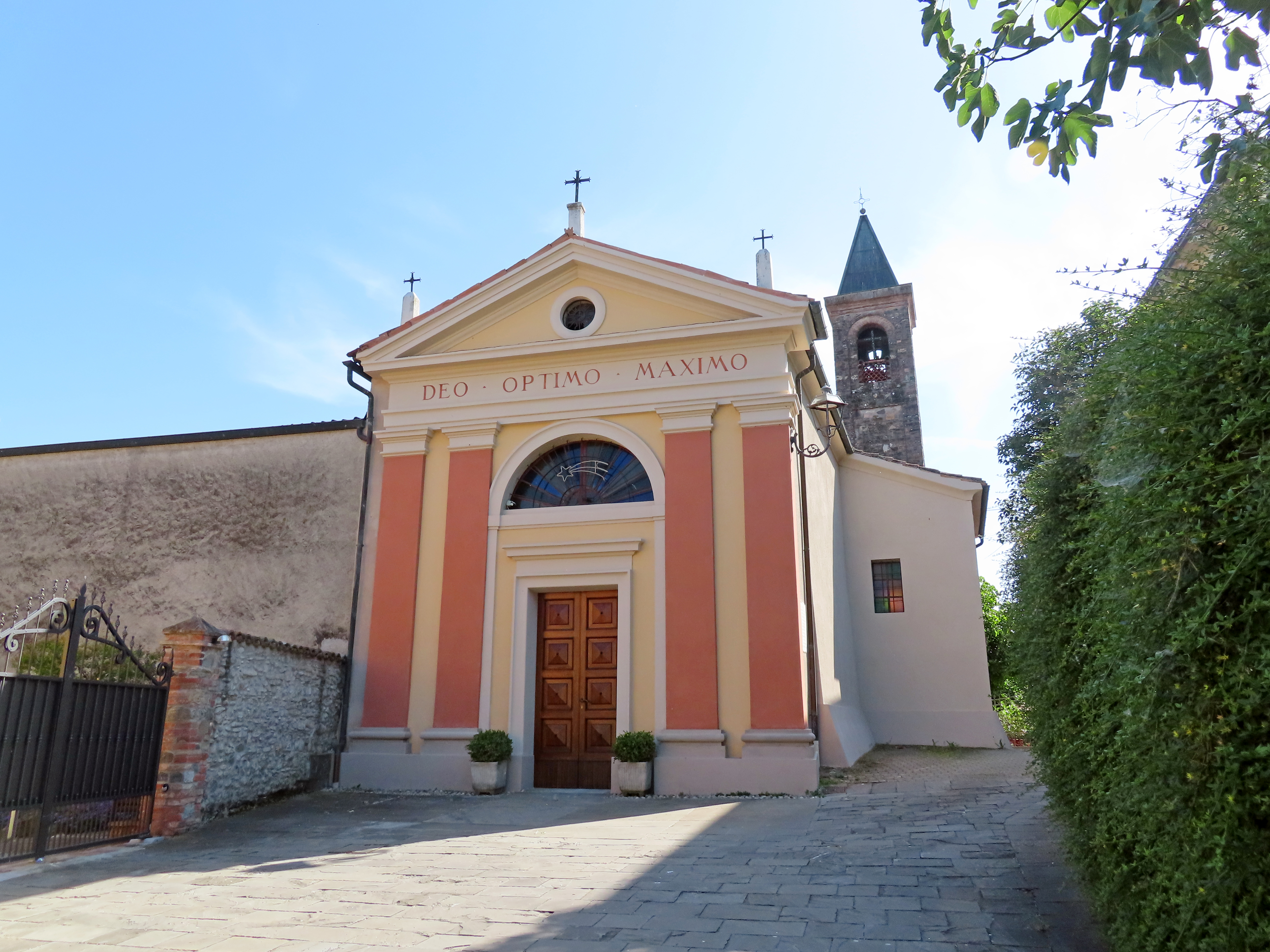
Chiesa dei Santi Antonino e Fermo

Edificata originariamente all'esterno del castello di Rubbiano, la chiesa fu ricostruita nel 1619 nel nuovo centro abitato di valle e ampliata dopo circa dieci anni; ristrutturata nel 1892, fu restaurata e parzialmente modificata nel 1961. Il luogo di culto, caratterizzato dalla facciata neoclassica, è internamente decorato con paraste doriche ai lati e con affreschi sulle volte a botte lunettate della navata e del presbiterio.

### Architetture militari

#### Castello
Edificato a picco sulla val Taro intorno al 1000 per volere del Capitolo della Cattedrale di Parma, il castello fu concesso in enfiteusi a Bonifacio di Canossa nel 1039; assegnato nel 1249 al marchese Oberto II Pallavicino, fu attaccato invano nel 1405 dalle truppe di Ottobuono de' Terzi; incamerato dal duca Filippo Maria Visconti nel 1441 e ceduto a Niccolò Piccinino nel 1442, fu riconquistato nel 1448 da Giovan Lodovico Pallavicino; completamente abbandonato dopo il XVI secolo, cadde in rovina; dell'antica struttura si conservano soltanto alcuni ruderi seminascosti dalla vegetazione.

#### Castello di Castelcorniglio

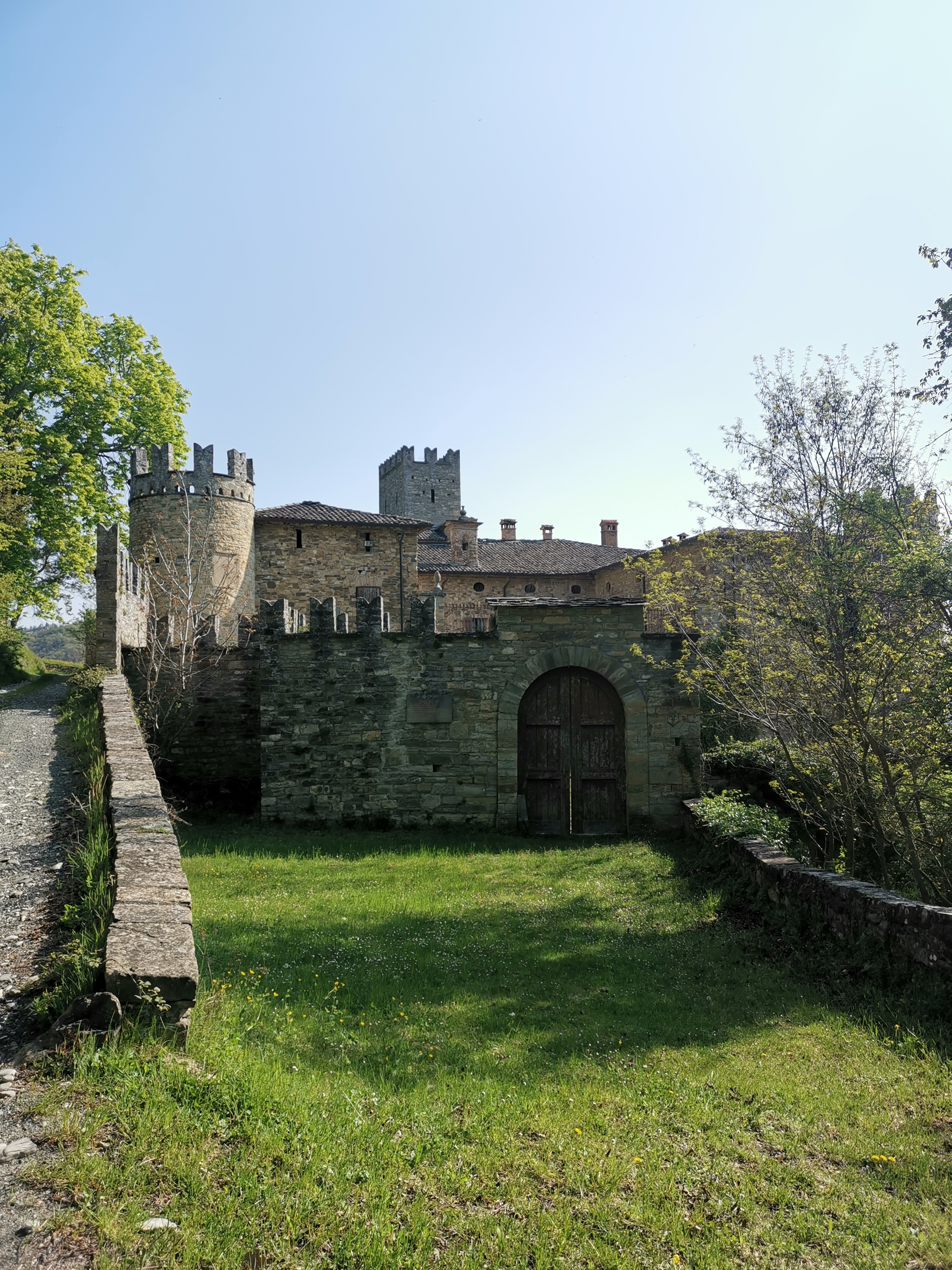
Castello di Castelcorniglio

Edificato entro il 1226 a difesa della bassa val Ceno, controllata dai parmigiani, dalle ingerenze piacentine, il castello di Corniliolum passò successivamente al marchese Manfredo Pallavicino, figlio di Oberto; assegnato nel 1430 a Niccolò Piccinino, nel 1450 fu restituito ai Pallavicino di Scipione; acquisito dai conti Valeri alla fine del XVIII secolo e successivamente dai conti Rugarli, fu acquistato nella seconda metà del XIX secolo dalla famiglia Zanetti, che lo ristrutturò completamente; alienato alla fine del secolo a Giuseppe Zanchi, fu adibito nel XX secolo ad azienda agricola e agriturismo dai suoi eredi Buratti Zanchi. Realizzato interamente in pietra, il complesso fortificato si sviluppa intorno a tre cortili ed è delimitato da una cinta muraria merlata con quattro torri angolari circolari; il massiccio corpo centrale, dominato dal mastio, ospita al suo interno la ricca biblioteca della famiglia Zanetti.

#### Castello di Prelerna
Menzionato per la prima volta nel 1226 tra le fortificazioni destinate alla protezione della bassa val Ceno, controllata dai parmigiani, dalle ingerenze piacentine, il castello di Prelerna, dipendente dal vicino maniero di Solignano, fu successivamente occupato dai marchesi Pallavicino; incamerato nel 1441 dal duca Filippo Maria Visconti, fu assegnato nel 1442 a Niccolò Piccinino; riconquistato nel 1448 da Orlando Pallavicino, fu in seguito abbandonato e cadde in degrado; ne sopravvivono solo pochissimi ruderi posti lungo il crinale, tra Prelerna e il piccolo borgo di Pizzofreddo.

#### Castello di Specchio
Menzionato per la prima volta nel 1132 quando fu acquistato dal Comune di Piacenza, il castello di Specchio fu a lungo conteso da parmigiani e piacentini; assegnato nel 1249 al marchese Oberto II Pallavicino, fu ceduto nel 1442 a Niccolò Piccinino, per tornare nel 1450 ai Pallavicino di Scipione; da tempo abbandonato e in rovina, fu acquisito dai conti Valeri alla fine del XVIII secolo e successivamente dai conti Rugarli; acquistato nella seconda metà del XIX secolo dalla famiglia Zanetti, se ne perse in seguito ogni traccia.

## Società

### Evoluzione demografica
Abitanti censiti

## Geografia antropica

### Frazioni
Barbieri, Boio, Bottioni, Canova, Carpadasco, Case Gabelli, Case Oppici, Castelcorniglio, Costa Pallavicino, Filippi, Fopla, Fosio, Marena, Massari, Masereto, Murolo, Oriano, Prelerna, Rubbiano, Specchio, Spiaggio.

## Infrastrutture e trasporti
Solignano è servita da una propria stazione ferroviaria posta lungo la Pontremolese.

## Amministrazione
Di seguito è presentata una tabella relativa alle amministrazioni che si sono succedute in questo comune.
| Periodo          | Periodo          | Primo cittadino           | Partito                               | Carica      | Note   |
| ---------------- | ---------------- | ------------------------- | ------------------------------------- | ----------- | ------ |
| 12 giugno 1985   | 29 maggio 1990   | Benito Bonzani            | Democrazia Cristiana                  | Sindaco     | [ 25 ] |
| 31 maggio 1990   | 28 aprile 1994   | Colombo Brunazzi Celaschi | Partito Socialista Italiano           | Sindaco     | [ 25 ] |
| 16 giugno 1994   | 21 novembre 1994 | Francesco Russo           |                                       | Comm. pref. | [ 25 ] |
| 21 novembre 1994 | 30 novembre 1998 | Valter Trucci             | lista civica                          | Sindaco     | [ 25 ] |
| 30 novembre 1998 | 27 maggio 2003   | Paolo Pambianchi          | lista civica                          | Sindaco     | [ 25 ] |
| 27 maggio 2003   | 15 aprile 2008   | Gaetano Carpena           | lista civica                          | Sindaco     | [ 25 ] |
| 15 aprile 2008   | 27 maggio 2013   | Gaetano Carpena           | lista civica                          | Sindaco     | [ 25 ] |
| 28 maggio 2013   | 10 giugno 2018   | Lorenzo Bonazzi           | lista civica                          | Sindaco     | [ 25 ] |
| 11 giugno 2018   | in carica        | Lorenzo Bonazzi           | lista civica: "Con noi per il futuro" | Sindaco     | [ 25 ] |

### Gemellaggi
- Grambois